# NGC 51

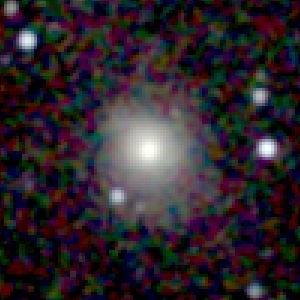
NGC 51 par 2MASS (proche-infrarouge)

NGC 51 est une galaxie lenticulaire située dans la constellation d'Andromède. NGC 51 a été découverte par l'astronome américain Lewis Swift en 1885.

## Caractéristiques
Sa vitesse par rapport au fond diffus cosmologique est de 5 081 ± 26 km/s, ce qui correspond à une distance de Hubble de 74,9 ± 5,3 Mpc (∼244 millions d'al).